# Atelopus varius
Atelopus varius o "sapo pintado" es una especie de anfibios de la familia Bufonidae. Están amenazadas de extinción por la pérdida de su hábitat natural.

## Distribución
A. varius habita en zonas de baja montaña en la cordilleras de Costa Rica y el oeste de Panamá, tanto en la vertiente del Atlántico como en la del Pacífico.